# Castell de la Hunaudaye
El castell de la Hunaudaye és una fortalesa medieval construïda al segle xiii, situat al municipi de Plédéliac (Costes d'Armor, Bretanya). Està classificat com a Monument Històric de França des de febrer de 1922.

## Característiques
Es tracta d'una fortalesa de planta irregular pentagonal amb cinc torres circulars connectades per muralles contínues, amb un pont llevadís i un fossat. Adossada a la muralla oest es troba una habitació que alberga una xemeneia de 18 metres d'altura i que encara conserva les restes d'una escala de caragol.
La capella ocupa la planta superior de la torre sud-est. Els sostres, destruïts durant la Revolució francesa, no van ser reconstruïts durant les successives restauracions del castell. Avui dia es troba obert a les visites.

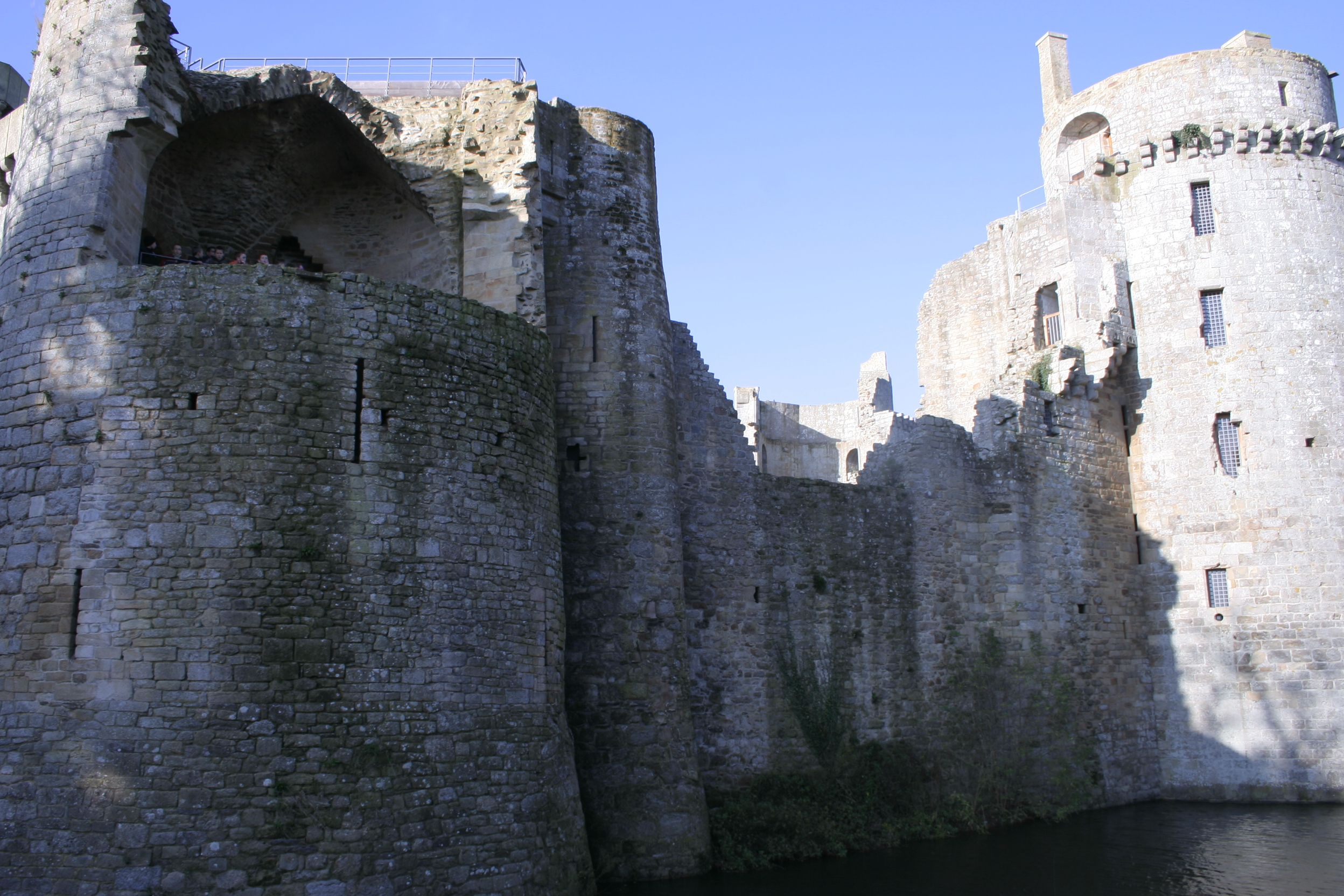
Vista des de l'exterior
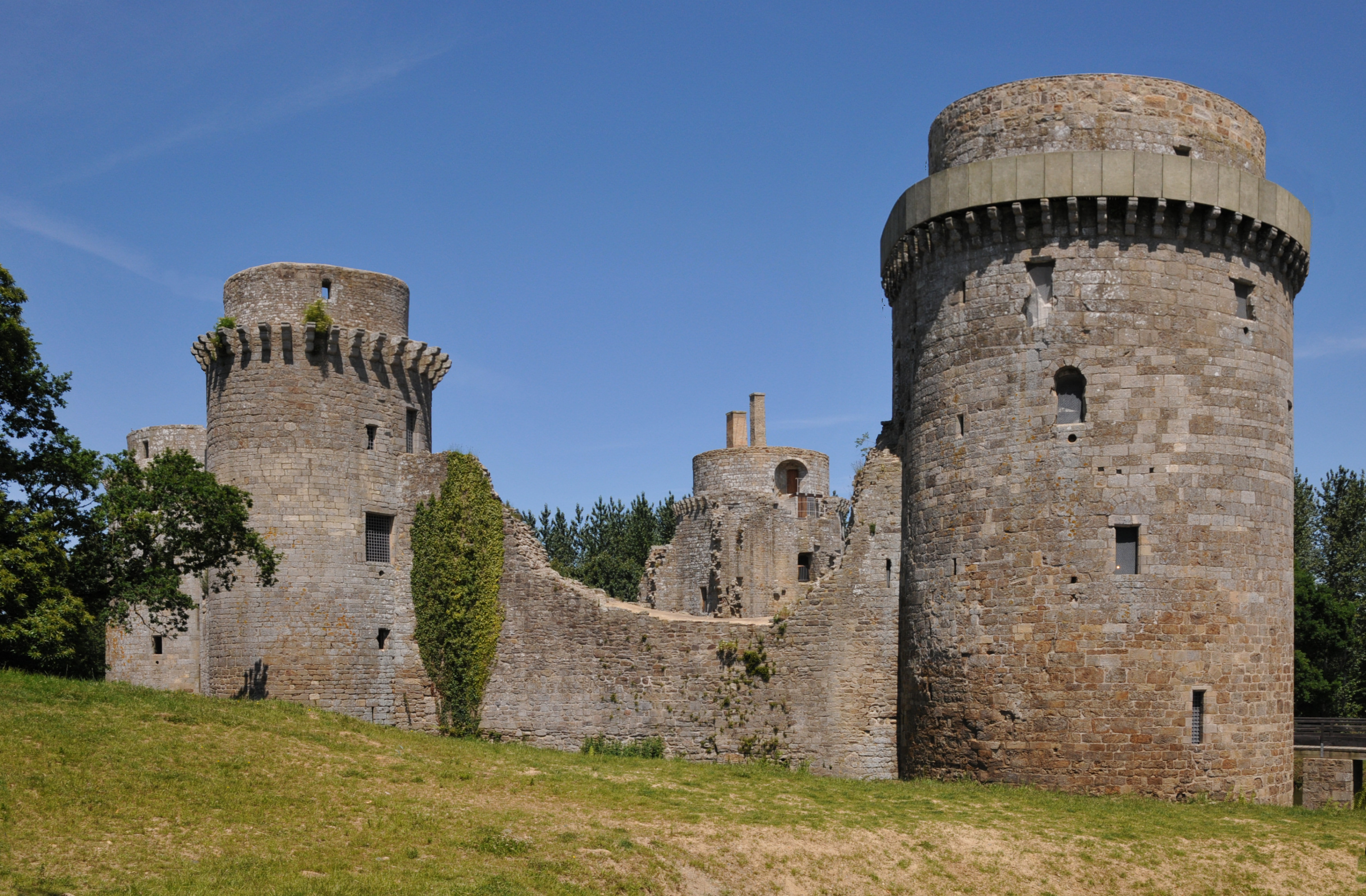
Vista des de l'exterior